# Исландски отбранителни сили
Исландски отбранителни сили (на английски: Icelandic Defense Force, съкратено IDF) е военно формирование на САЩ, отговорно за защитата на Исландия, която няма собствена армия. Американските войски остават на острова от 1951 до 2006 г. Армията на САЩ, състояща се от военноморски сили, морски пехотен корпус и военновъздушни сили, построява международното и военно летище в Кеплавик – KEF. Там е разположена също и базата на НАТО NASKEF.
На 15 март 2006 г. американският посланик в Исландия завява решението на правителството на САЩ да изтегли исландските отбранителни сили преди края на септември 2006 г. На 30 септември същата година американските военни оттеглят последните четири изтребителя и ескадрон спасителни хеликоптери от Кеплавик. Макар авиобазата да е затворена и американските сили да са напуснали острова, САЩ все още отговарят за защитата на своя съюзник, а съоръженията в Кеплавик продължават да се поддържат, за да бъдат използвани при нужда.